# Kung Li
Kung Li, čínsky tradičně 鞏俐, zjednodušeně 巩俐, pinyin Gǒng Lì (* 31. prosince 1965 Šen-jang) je čínská herečka. Na mezinárodní scénu vstoupila spoluprací s čínským režisérem Čang I-mouem a podílela se na přiblížení čínské kinematografie evropskému a americkému divákovi.
Obdržela několik ocenění pro nejlepší herečku – dvakrát Golden Rooster, Hundred Flowers Awards, cenu na festivalu v Cannes, Cenu spolku newyorských filmových kritiků, Volpi Cup na Benátském festivalu, stejně jako Kameru za přínos na Berlinale.
V roce 1996 se vdala za singapurského podnikatele Ooi Hoe Soeng a o dvanáct let později obdržela singapurské občanství.

## Osobní život
Narodila se roku 1965 v Šen-jangu, hlavním městě provincie Liao-ning, jako nejmladší z pěti sourozenců. Otec byl profesorem ekonomie a matka, která ji porodila ve čtyřiceti letech, pracovala jako učitelka. Vyrostla v subprovinčním městě Ťi-nan, která je metropolí provincie Šan-tung.
V roce 1985 začala studovat na Ústřední akademii dramatického umění v Pekingu, kterou absolvovala roku 1989. Během studií ji vybral režisér Čang I-mou do titulní role svého debutového snímku Rudé pole.

## Filmová dráha
Hereckým debutem se v roce 1987 stal film Rudé pole, který natočil režisér Čang I-mou. V dalším období se stala jeho partnerkou a také se objevila v několika jeho snímcích, které jí přinesly mezinárodní uznání. V roce 1990 se jednalo o drama Ju Dou. Mezinárodní pozornost na sebe upoutala rolí v čínském filmu, jenž získal nominaci na Oscara Vyvěste červené lampiony Za výkon ve snímku The Story of Qiu Ju byla v roce 1992 vyhlášena nejlepší herečkou na Benátském filmovém festivalu. V řadě postav z raného období hrála nešťastné oběti, jejichž duše byly zneužity.
V roce 1993 obdržela Cenu spolku newyorských kritiků za roli ve snímku režiséra Čchena Kchaj-ke nazvaném Sbohem má konkubíno. Jednalo se o první větší spolupráci s jiným režisérem, než s Čang I-mouem. Stejný rok získala Kameru Berlinale, ocenění na 43. ročníku berlínského festivalu.
V červnu 1998 přijala francouzský řád Řád umění a literatury. O dva roky později se stala předsedkyní mezinárodní poroty jubilejního 50. ročníku Berlínského filmového festivalu. V roce 2006 zhodnotil Premiere Magazine její výkon ve snímku Sbohem má konkubíno jako 89. nejlepší všech dob.
Díky mezinárodnímu věhlasu, který jí do určité míry zajišťoval imunitu, začala kritizovat politiku cenzury v Čínské lidové republice. Filmy Sbohem má konkubíno a The Story of Qiu Ju byly zpočátku v Číně zapovězeny poté, co vládní kritika směřovala k málo zahaleným scénám na plátně. Ze sexuálního obsahu snímku Ju Dou čínská cenzura usoudila, že film „špatně působí na fyzické a duševní zdraví mladých lidí.“
Vzhledem k nedostatečné znalosti angličtiny se herečka řadu let vyhýbala hollywoodským produkcím. V první větší roli anglicky mluveného snímku se objevila v roce 2005, když sehrála krásnou ale pomstychtivou dívku Hacumomo ve filmu Gejša. Kritiky jejího výkonu byly všeobecně příznivé. K dalším rolím v angličtině patřily filmy Čínský hlavolam (1997), Miami Vice  (2006) a Hannibal – Zrození (2007).
V roce 2008 namluvila audioprůvodce „Peking“ pro společnosti Louis Vuitton a Soundwalk, za nějž získala Audie cenu pro nejlepší původní dílo (2009).

## Odraz v populární kultuře
Americká kapela Red Hot Chili Peppers nazvala na singlu „Scar Tissue“ jejím jménem stranu B „Gong Li“. Skladba nepojednává o herečce samotné, ale čínsky znějící název byl vybrán pro čínský zvuk nahrávky.

## Filmografie

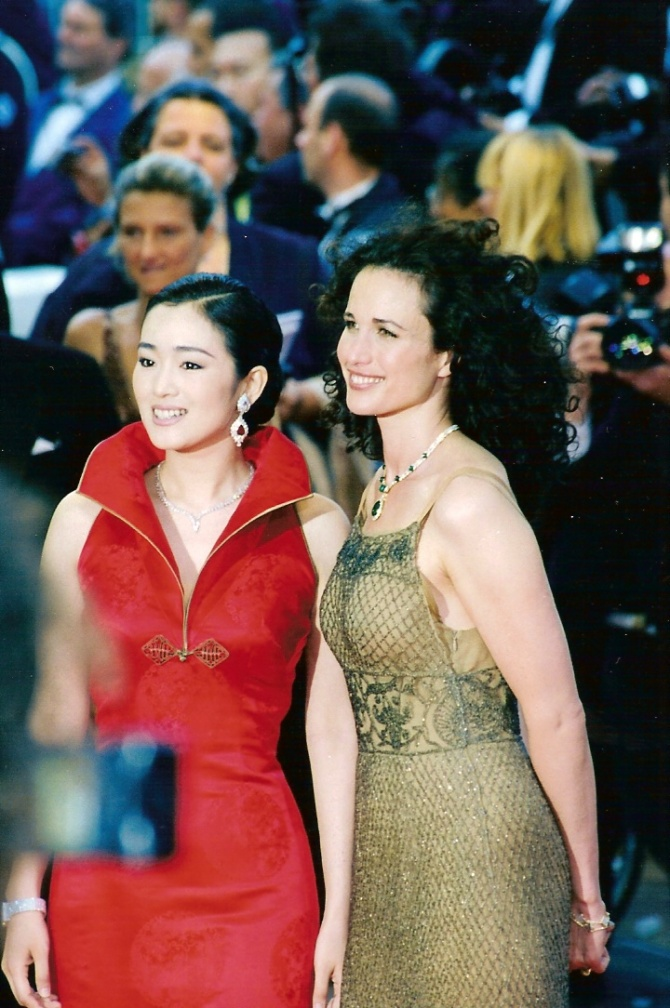
Kung Li a Andie McDowellová, 1998

| Herecká filmografie | Herecká filmografie                                                      | Herecká filmografie         | Herecká filmografie                                   |
| Rok                 | Film                                                                     | Role                        | Poznámka                                              |
| ------------------- | ------------------------------------------------------------------------ | --------------------------- | ----------------------------------------------------- |
| 1987                | Rudé pole čínsky 红高梁                                                  | Jiu'er                      |                                                       |
| 1989                | The Empress Dowager 西太后                                               | Guilian                     |                                                       |
| 1989                | Mr. Sunshine 開心巨無霸                                                  |                             |                                                       |
| 1989                | Codename Cougar 代号美洲豹                                               | Ah Li                       |                                                       |
| 1990                | A Terracotta Warrior 秦俑                                                | Winter/Lili Chu             |                                                       |
| 1990                | Ju Dou 菊豆                                                              | Ju Dou                      | první čínský film nominovaný na Oscar                 |
| 1991                | God of Gamblers III: Back to Shanghai 賭俠2之上海灘賭聖                  | Yu-Sin/Yu-Mong              |                                                       |
| 1991                | Vyvěste červené lampiony 大红灯笼高高挂                                  | Songlian                    | film nominován na Oscara                              |
| 1991                | The Banquet 豪門夜宴                                                     | servírka                    |                                                       |
| 1992                | The Story of Qiu Ju 秋菊打官司                                           | Qiu Ju                      | Golden Rooster Awards Volpi Cup Golden Phoenix Awards |
| 1992                | Mary from Beijing 夢醒時分                                               | Mary                        |                                                       |
| 1993                | Sbohem, má konkubíno 霸王别姬                                            | Juxian                      |                                                       |
| 1993                | Flirting Scholar 唐伯虎點秋香                                            | Chou Heung                  |                                                       |
| 1994                | Dragon Chronicles: The Maidens of Heavenly Mountain 新天龍八部之天山童姥 | Mo Han-Wen                  |                                                       |
| 1994                | A Soul Haunted by Painting 画魂                                          | Pan Yuliang                 |                                                       |
| 1994                | To Live 活着                                                             | Xu Jiazhen                  |                                                       |
| 1994                | The Great Conqueror's Concubine 西楚霸王                                 | Lü Zhi                      |                                                       |
| 1995                | Opiová válka 摇啊摇，摇到外婆桥                                          | Xiao Jingbao                |                                                       |
| 1996                | Svůdný měsíc 风月                                                        | Pang Ruyi                   |                                                       |
| 1997                | Čínský hlavolam                                                          | Vivian                      |                                                       |
| 1998                | Císař a vrah 荆柯刺秦王                                                  | Lady Zhao                   |                                                       |
| 2000                | Breaking the Silence 漂亮妈妈                                            | Sun Liying                  |                                                       |
| 2002                | Zhou Yu's Train 周渔的火车                                               | Zhou Yu                     |                                                       |
| 2004                | 2046                                                                     | Su Li Zhen                  |                                                       |
| 2004                | Eros 爱神                                                                | Miss Hua                    |                                                       |
| 2005                | Gejša 艺伎回忆录                                                         | Hacumomo                    |                                                       |
| 2006                | Miami Vice                                                               | Isabella                    |                                                       |
| 2006                | Kletba zlatého květu 满城尽带黄金甲                                      | císařovna Phoenix           |                                                       |
| 2007                | Hannibal - Zrození                                                       | Lady Murasaki Šikibu Lecter |                                                       |
| 2010                | Smrt v Šanghaji 諜海風雲                                                 | Anna Lan-Ting               |                                                       |
| 2011                | What Women Want 我知女人心                                               | Li Yilong                   |                                                       |
| 2012                | Tang Dynasty's Mystic Map                                                |                             |                                                       |
| 2014                | Marco Polo                                                               |                             |                                                       |